# 庫皮爾
49°36′29″N 26°30′35″E / 49.60806°N 26.50972°E
庫皮爾（羅馬化：Kupil）是位於烏克蘭西部的村莊，由赫梅利尼茨基州赫梅利尼茨基區的維蒂夫齊市鎮負責管轄。該村始建於1573年，面積3.99平方公里，海拔高度305米，2001年人口786，人口密度每平方公里197人。1896年，美国学者诺姆·乔姆斯基的父亲威廉·乔姆斯基（William Chomsky）出生于此，后移民美国。